# Brzak
Brzak (en macédonien Брзак) est un village du nord de la Macédoine du Nord, situé dans la municipalité de Koumanovo. Le village comptait 104 habitants en 2002.

## Démographie
Lors du recensement de 2002, le village comptait :
- Macédoniens : 88
- Serbes : 16